# ويليام كولينز (لاعب كريكت بريطاني)
ويليام كولينز (29 يناير 1868 في المملكة المتحدة - 10 ديسمبر 1942 في المملكة المتحدة) (بالإنجليزية: William Ronald Collins)‏ هو لاعب كريكت بريطاني (وحمل سابقاً جنسية المملكة المتحدة لبريطانيا العظمى وأيرلندا). لعب مع نادي مقاطعة ميدلسكس للكريكت ‏.

## وصلات خارجية
- ويليام كولينز على موقع إي آس بي آن كريك إنفو (الإنجليزية)